# Ejército (torpedero)
El Ejército fue un torpedero de la Armada Española regalado a la misma por el Ejército con un coste total de 225 000 pesetas.

## Génesis
Durante la Crisis de las Carolinas, se inició una colecta en el Centro del Ejército y de la Armada de Madrid, a la que se sumó el periódico "El Liberal", que en aquellos momentos recaudaba fondos para el mismo fin.

## El buque
El Ejército tenía forrado de acero los fondos y la torre, y fue construido en los astilleros de Ferrol, Gil, Otero y Compañía. Fue botado el 30 de noviembre de 1887 y recibido por la Armada el 23 de febrero de 1888. En sus pruebas de mar, registró una velocidad media de 18,167 nudos sobre la distancia de una milla.
En la cara de proa de su torre, se colocó una placa que decía: 

“En Ferrol el día 7 de marzo de 1888, entregó el Ejército á la Marina este torpedero como símbolo perenne de unión y compañerismo de los dos institutos armados”.

## Historial
Sus condiciones militares y marineras resultaron ser poco brillantes. El Ejército permaneció en la Brigada Torpedista de Ferrol durante la mayor parte de su vida marinera. En la guerra Hispano-Estadounidense formó parte de la Segunda División de Torpederos, creada para la defensa de la base de Ferrol. Excedente tras el conflicto, el 18 de mayo de 1900 se ordenó su desarme.
En 1900, por Decreto del 18 de mayo del Ministerio de Marina, se describió técnicamente la situación de los buques de la Armada en ese momento y se dieron de baja 25 unidades por considerarse ineficaces, entre ellos el Ejército. Respecto al Ejército señala:

Los torpederos Retamosa, Rigel, Ejército y Castor, y los cañoneros Eulalia, Pilar, Cóndor, Aguila, Cuervo y Tarifa, y las escampavías Concha, Gaditana, Pez, San Mateo, Mariana, Ardilla y Guinda, son estimados, por unánime opinión de los Jefes y personas peritas que conocen bien su estado, como absolutamente inútiles.